# Fiat SPA S37
A Fiat SPA S37 Auroprotetto (ön-védett) egy 1941-ben, a TL 37 tüzérségi vontató alvázán kialakított páncélautó volt, amelyet Líbiában használtak a második világháború során és közismert volt nagyszerű terepjáró képességeiről. A Fiat által végzett próbák után 1942-ben rendelt 150 darabot az Olasz Királyi Hadsereg. A járművet páncélvédettsége miatt a megszállt balkáni területeken szolgáló rendfenntartó erők használták.

## Tervezet
A jármű hagyományos kialakítású, elöl a motortérrel, mögötte a vezetőfülkével és a vezetőfülke mögött az utastérrel, amely nem volt elválasztva a vezetőfülkétől. A járműtest körben döntött páncéllemezekkel volt burkolva, amelyeket szegecsekkel rögzítettek. A páncélzat mindössze a kézifegyverek tüze és a tüzérségi lövedékek repeszei ellen nyújtott védelmet. Az utastér elég nagy volt nyolc főnyi katona szállítására, akik az oldalfal mentén beépített padokon foglaltak helyet. A járműbe hátulról, egy kétrészes ajtón keresztül lehetett bejutni. A fegyverzet egy darab 8 mm-es Breda Modello 38 géppuskából állt amelyet a küzdőtér elejébe szereltek. A jármű oldalfalának tetejére lehajtható páncéllemezeket szereltek, amelyek harc közben extra védelmet nyújtottak a bent ülők számára. A nagy átmérőjű kerekek és a rövid tengelytáv alacsony talajnyomást eredményez, ami kiváló terepjáró képességet tesz lehetővé, ezt még az összkerékhajtás és összkerék-kormányzás egészíti ki. Az S37 hatótávolsága kielégítő, néhányat elláttak Magneti-Marelli RF3 M rádióval felderítő és parancsnoki feladatok ellátásához.

## Alkalmazás
Az S37 páncélautót a Balkánon használták, elsősorban a 31. ezred, a 955., 1034. és 1118. szakaszok, a Macerata vegyes hadosztály, a 259. Autoreparto Autoprotetto és a LXXI zászlóalj motorkerékpárosai (amely a 6. ezred megmaradt lövészeiből állt). A szeptember 8-i olasz átállást követően a németek is zsákmányoltak a járművekből, majd a Balkánon szolgáló 7. Prinz Eugen önkéntes SS-hegyihadosztály kötelékébe helyezték őket. Ezt követően a járműveket Gepanzerte Manntransportwagen S.37(i) vagy rövidítve gep.M.Trsp.Wg. S37 250(i) jelöléssel látták el. Ezek közül néhány a jugoszláv partizánok kezére került.

## Változatok

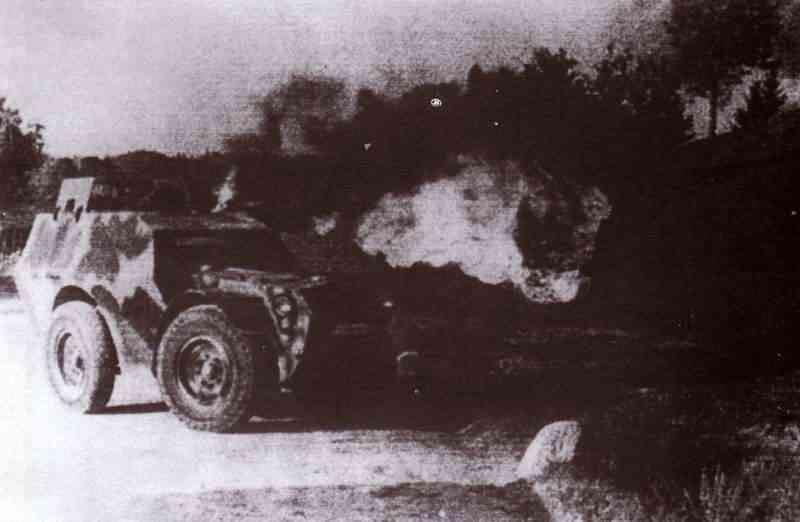
S37 Lanciafiamme

Az SPA S37 ismert változatai között volt lángszóróval (S37 Lanciafiamme) és páncéltörő ágyúval (Cannone da 47/32 Modello 1935) felszerelt típusok.